# Bonstorf
Bonstorf est un quartier de la commune allemande de Südheide, appartenant à l'arrondissement de Celle, dans le Land de Basse-Saxe.

## Géographie
Bonstorf se situe à environ 3 km de la ville principale de Hermannsburg à la frontière avec  l'arrondissement de la Lande.
Bonstorf se situe sur le petit ruisseau Brunau, qui se jette dans l'Örtze au nord de Hermannsburg.

## Histoire
Dans les environs de Bonstorf, il y a les restes de deux champs de tumulus et de deux tumulus individuels. Un autre tumulus est à proximité des quartiers de Hetendorf et de Barmbostel. Un champ de tumulus bien conservé, de la fin du Néolithique ou du début de l'âge du bronze, avec le plan d'étage reconstitué d'une colline excavée, est à l'est de Bonstorf et peut être visité. Certaines de ces découvertes de fouilles sont exposées au Musée de Basse-Saxe.
La première mention écrite de Bonstorf se trouve dans le journal paroissial et date de 1450. Il s'agit du fait qu'un homme mort fut retrouvé dans le "Bormwiese", une prairie de printemps marécageuse entre Backeberg et Bonstorf, coincé dans le marais jusqu'au cou. On crut que les Elfes, c'est-à-dire les esprits en colère et malfaisants, l'y auraient entraîné. Pour cette raison, le prêtre Magnus Lauenrod ordonne que l'homme ne soit pas enterré dans le cimetière. La mention écrite suivante date de l'année 1504. Le livre de l'église rapporte qu'au cours de la faide de Hildesheim sur le Bormwiese le jour de la Saint-Jean (24 juin) 1519 (quatre jours avant la bataille de Soltau) un conflit militaire eut lieu. Le chevalier de Calenberg Hans von Ollershusen s'enfonça dans la boue avec son cheval et fut sauvé par le chevalier Hans von Spörcken.
Le 1er janvier 1973, Bonstorf devient un quartier de l'Einheitsgemeinde de Hermannsburg dans le cadre de la réforme régionale en Basse-Saxe. Les quartiers de Barmbostel et Hetendorf font partie de Bonstorf.
Lorsque Hermannsburg fusionne avec la commune voisine d'Unterlüß le 1er janvier 2015, le village devient un quartier de la commune de Südheide.

## Source, notes et références
- (de) Cet article est partiellement ou en totalité issu de l’article de Wikipédia en allemand intitulé « Bonstorf » (voir la liste des auteurs).

1. ↑  (de) Statistisches Bundesamt, Historisches Gemeindeverzeichnis für die Bundesrepublik Deutschland. Namens-, Grenz- und Schlüsselnummernänderungen bei Gemeinden, Kreisen und Regierungsbezirken vom 27.5.1970 bis 31.12.1982, 1983 (ISBN 3-17-003263-1)